# She (Charles Aznavour)
She is een single van de Franse zanger Charles Aznavour uit 1974. Het lied werd in 1999 gecoverd door Elvis Costello en in 2006 ook door Laura Pausini als She (uguale a Lei), waarbij de tekst afwijkt van de Italiaanse versie van Aznavour.

## Charles Aznavour
Het nummer werd gebruikt bij de televisieserie Seven faces of a woman. Het is een van de acht Engelstalige singles die Aznavour uitbracht, maar werd evengoed in Frankrijk uitgebracht. Del Newman orkestreerde het. Aznavour is niet zeker van zijn zaak, is zijn vriendin hemels of een uitnodiging naar de hel (A trace of pleasure or regret). Charles Aznavour had “maar” vier hitsingles in Nederland. She kon het succes van The old fashioned way daarbij niet evenaren.
Aznavour maakte nog vertalingen van het lied: Tous les visages de l'amour (Alle gezichten van de liefde) in Frankrijk, Sie in Duitsland en Lei in Italië.

### Lijsten
In Frankrijk hield "She" het 13 weken in de hitlijst uit met een hoogste plaats nummer 46 maar dan wel in 1999; in Oostenrijk 4 weken met hoogste plaats 19 in 1974. In Engeland stond Aznavours versie 4 weken op nummer 1.

### Hitnoteringen

#### Nederlandse Top 40
| Hitnotering: 03-08-1974 t/m 21-09-1974 | Hitnotering: 03-08-1974 t/m 21-09-1974 | Hitnotering: 03-08-1974 t/m 21-09-1974 | Hitnotering: 03-08-1974 t/m 21-09-1974 | Hitnotering: 03-08-1974 t/m 21-09-1974 | Hitnotering: 03-08-1974 t/m 21-09-1974 | Hitnotering: 03-08-1974 t/m 21-09-1974 | Hitnotering: 03-08-1974 t/m 21-09-1974 | Hitnotering: 03-08-1974 t/m 21-09-1974 | Hitnotering: 03-08-1974 t/m 21-09-1974 |
| Week:                                  | 1                                      | 2                                      | 3                                      | 4                                      | 5                                      | 6                                      | 7                                      | 8                                      |                                        |
| -------------------------------------- | -------------------------------------- | -------------------------------------- | -------------------------------------- | -------------------------------------- | -------------------------------------- | -------------------------------------- | -------------------------------------- | -------------------------------------- | -------------------------------------- |
| Positie:                               | 34                                     | 25                                     | 21                                     | 18                                     | 20                                     | 24                                     | 38                                     | 38                                     | uit                                    |

#### Evergreen Top 1000
| Evergreen Top 1000 "She" | Evergreen Top 1000 "She" | Evergreen Top 1000 "She" | Evergreen Top 1000 "She" | Evergreen Top 1000 "She" | Evergreen Top 1000 "She" | Evergreen Top 1000 "She" | Evergreen Top 1000 "She" | Evergreen Top 1000 "She" | Evergreen Top 1000 "She" | Evergreen Top 1000 "She" | Evergreen Top 1000 "She" | Evergreen Top 1000 "She" | Evergreen Top 1000 "She" | Evergreen Top 1000 "She" | Evergreen Top 1000 "She" |
| Jaar                     | 2008                     | 2009                     | 2010                     | 2011                     | 2012                     | 2013                     | 2014                     | 2015                     | 2016                     | 2017                     | 2018                     | 2019                     | 2020                     | 2021                     | 2022                     |
| ------------------------ | ------------------------ | ------------------------ | ------------------------ | ------------------------ | ------------------------ | ------------------------ | ------------------------ | ------------------------ | ------------------------ | ------------------------ | ------------------------ | ------------------------ | ------------------------ | ------------------------ | ------------------------ |
| Positie                  | 271                      | 40                       | 104                      | 98                       | 94                       | 24                       | 10                       | 22                       | 36                       | 33                       | 13                       | 47                       | 47                       | 30                       | 43                       |

#### NPO Radio 2 Top 2000
| Nummer met noteringen in de NPO Radio 2 Top 2000 | '99 | '00  | '01 | '02 | '03 | '04 | '05 | '06 | '07 | '08 | '09 | '10 | '11 | '12 | '13 | '14 | '15 | '16 | '17 | '18 | '19 | '20 | '21 | '22 | '23 | '24 |
| ------------------------------------------------ | --- | ---- | --- | --- | --- | --- | --- | --- | --- | --- | --- | --- | --- | --- | --- | --- | --- | --- | --- | --- | --- | --- | --- | --- | --- | --- |
| She                                              | 343 | 1079 | 542 | 229 | 236 | 175 | 183 | 149 | 118 | 147 | 141 | 140 | 158 | 210 | 169 | 137 | 143 | 169 | 196 | 174 | 242 | 205 | 178 | 292 | 360 | 356 |

1. ↑  Een vetgedrukt getal geeft de hoogste notering aan.

## Elvis Costello
Elvis Costello zong het in 1999 opnieuw de hitparade in, mede doordat het werd vertolkt in de film Notting Hill, een kaskraker in 1999. Costello zong het op het moment dat carrièrevrouw Anna Scott (Julia Roberts) koos voor de schuchtere, en charmante William Thacker (Hugh Grant). Het werd Costello’s enige single die in Frankrijk de hitparade haalde (8 weken met een 50e plaats als hoogste notering) (gegevens 2011). In Nederland kwam de single op nummer 49 in de Nederlandse Single Top 100 terecht. In de Nederlandse Top 40 kwam de single niet terecht, hij bleef namelijk steken op nummer 10 in de Tipparade.

### NPO Radio 2 Top 2000
| Nummer met noteringen in de NPO Radio 2 Top 2000 | '03 | '04 | '05 | '06 | '07 | '08 | '09 | '10 | '11 | '12 | '13 | '14 | '15 | '16 | '17 | '18 | '19 | '20 | '21 | '22 | '23 | '24 |
| ------------------------------------------------ | --- | --- | --- | --- | --- | --- | --- | --- | --- | --- | --- | --- | --- | --- | --- | --- | --- | --- | --- | --- | --- | --- |
| She                                              | 313 | 283 | 244 | 275 | 276 | 307 | 304 | 231 | 293 | 328 | 270 | 266 | 319 | 369 | 362 | 467 | 464 | 487 | 548 | 599 | 604 | 621 |

1. ↑  Een vetgedrukt getal geeft de hoogste notering aan.
2. ↑  2003 was het eerste jaar met een notering voor dit nummer.

| Evergreen Top 1000 "She" | Evergreen Top 1000 "She" | Evergreen Top 1000 "She" | Evergreen Top 1000 "She" | Evergreen Top 1000 "She" | Evergreen Top 1000 "She" | Evergreen Top 1000 "She" | Evergreen Top 1000 "She" | Evergreen Top 1000 "She" | Evergreen Top 1000 "She" | Evergreen Top 1000 "She" | Evergreen Top 1000 "She" | Evergreen Top 1000 "She" | Evergreen Top 1000 "She" | Evergreen Top 1000 "She" | Evergreen Top 1000 "She" | Evergreen Top 1000 "She" |
| Jaar                     | 2008                     | 2009                     | 2010                     | 2011                     | 2012                     | 2013                     | 2014                     | 2015                     | 2016                     | 2017                     | 2018                     | 2019                     | 2020                     | 2021                     | 2022                     | 2023                     |
| ------------------------ | ------------------------ | ------------------------ | ------------------------ | ------------------------ | ------------------------ | ------------------------ | ------------------------ | ------------------------ | ------------------------ | ------------------------ | ------------------------ | ------------------------ | ------------------------ | ------------------------ | ------------------------ | ------------------------ |
| Positie                  | 40                       | 104                      | 98                       | 98                       | 94                       | 24                       | 10                       | 22                       | 36                       | 33                       | 13                       | 47                       | 47                       | 30                       | 43                       | 55                       |

#### NederlandseSingle Top 100
| Hitnotering: 24-07-1999 t/m 02-10-1999 | Hitnotering: 24-07-1999 t/m 02-10-1999 | Hitnotering: 24-07-1999 t/m 02-10-1999 | Hitnotering: 24-07-1999 t/m 02-10-1999 | Hitnotering: 24-07-1999 t/m 02-10-1999 | Hitnotering: 24-07-1999 t/m 02-10-1999 | Hitnotering: 24-07-1999 t/m 02-10-1999 | Hitnotering: 24-07-1999 t/m 02-10-1999 | Hitnotering: 24-07-1999 t/m 02-10-1999 | Hitnotering: 24-07-1999 t/m 02-10-1999 | Hitnotering: 24-07-1999 t/m 02-10-1999 | Hitnotering: 24-07-1999 t/m 02-10-1999 | Hitnotering: 24-07-1999 t/m 02-10-1999 |
| Week:                                  | 1                                      | 2                                      | 3                                      | 4                                      | 5                                      | 6                                      | 7                                      | 8                                      | 9                                      | 10                                     | 11                                     |                                        |
| -------------------------------------- | -------------------------------------- | -------------------------------------- | -------------------------------------- | -------------------------------------- | -------------------------------------- | -------------------------------------- | -------------------------------------- | -------------------------------------- | -------------------------------------- | -------------------------------------- | -------------------------------------- | -------------------------------------- |
| Positie:                               | 70                                     | 58                                     | 54                                     | 51                                     | 49                                     | 55                                     | 52                                     | 51                                     | 59                                     | 66                                     | 76                                     | uit                                    |

## Overige covers

### Engels
- Jeff Lynne nam het op voor zijn tweede soloalbum onder eigen naam.

### Nederlands
- In Gooische Vrouwen wordt het nummer door Martin Morero in vrije vertaling als "Zij" vertolkt.
- Rob de Nijs nam een eigen vertaling op.